# Pseudaristeus kathleenae
Pseudaristeus kathleenae är en kräftdjursart som beskrevs av Pérez Farfante 1987. Pseudaristeus kathleenae ingår i släktet Pseudaristeus och familjen Aristeidae. Inga underarter finns listade i Catalogue of Life.